# Гуффран, Йоан
Йоа́н Патри́к Гуффра́н (фр. Yoan Patrick Gouffran; родился 25 мая 1986, Вильнёв-Сен-Жорж, Франция) — французский футболист, нападающий.

## Карьера

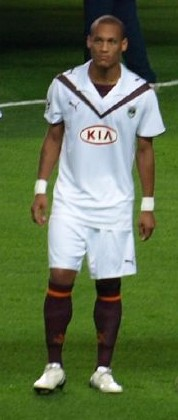
Гуффран на матче Лиги чемпионов в составе «Бордо»

После успеха с «Каном» в сезоне 2007/2008 на Йоана претендовали много команд, в том числе и лондонский «Арсенал». Но Йоан предпочёл остаться во французской лиге, подписав контракт с «Бордо». «Жирондинцы» заплатили за него 6,5 млн, и 30 июня 2008 года Йоан официально стал игроком «Бордо». Вскоре ему приобрели отличного партнёра в атаку. Им стал Йоанн Гуркюфф. Гуффран очень долго не мог забить гол в новой команде. Первый его гол пришёлся на 29 апреля 2009 года в важнейшем матче против «Ренна». А месяц спустя, 30 мая, Гуффран забил своему бывшему клубу — «Кану», одновременно принеся чемпионство «Бордо» и вылет «Кана».
23 января 2013 года на официальном сайте английского футбольного клуба «Ньюкасл Юнайтед» было объявлено о переходе француза в стан «сорок». Дебютировал за клуб в матче Премьер-лиге против бирмингемской «Астон Виллы» (2:1). Первый гол за новый клуб забил 9 февраля в матче Премьер-лиге против «Тоттенхэм Хотспур» (1:2).
17 июля 2017 года Гуффран в статусе свободного агента перешёл в турецкий клуб «Гёзтепе».

## Достижения
«Бордо»
- Чемпион Франции: 2008/09
- Обладатель Кубка Французской лиги: 2008/09
- Обладатель Суперкубка Франции: 2008